# Remo H. Largo

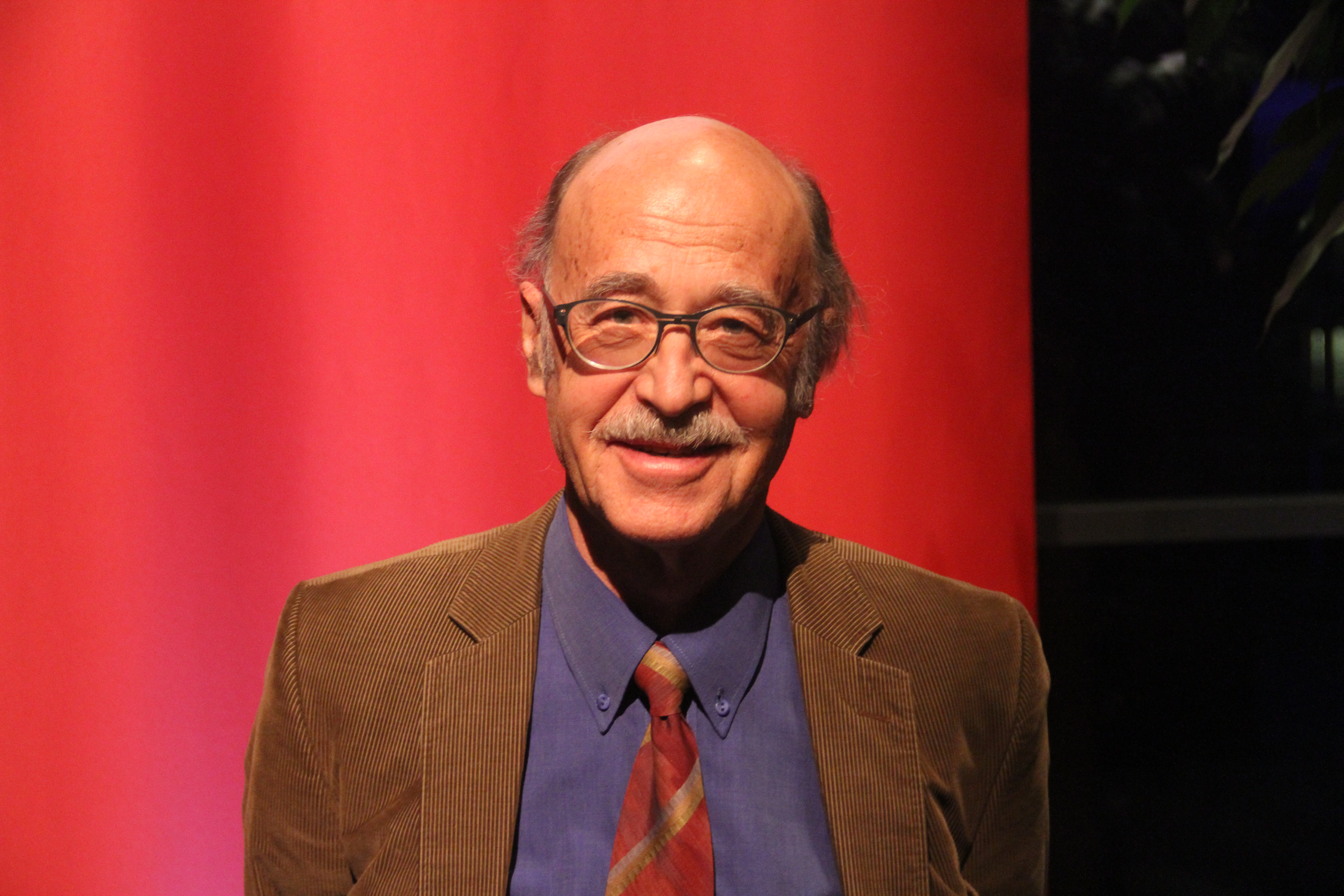
Remo H. Largo (2015)

Remo Hans Largo (* 24. November 1943 in Winterthur, Kanton Zürich; † 11. November 2020 in Uetliburg, Kanton St. Gallen) war ein Schweizer Kinderarzt und Autor von Sachbüchern zur Erziehung.

## Leben
Remo Largo lernte nach eigenen Angaben in seinen ersten sechs Schuljahren bei einem überforderten und gewalttätigen Pädagogen nahezu nichts. Nach dem Studium der Medizin an der Universität Zürich und der Entwicklungspädiatrie an der University of California, Los Angeles, habilitierte sich Largo im Jahr 1981 in Kinderheilkunde. Ab 1978 leitete er die Abteilung «Wachstum und Entwicklung» an der Universitäts-Kinderklinik Zürich. Von 1987 bis 1993 war er Leiter der dortigen allgemeinen Poliklinik.
Largo publizierte zahlreiche wissenschaftliche Arbeiten sowie populär-wissenschaftliche Fachbücher und wurde damit zum Bestsellerautor. Er war Vater von drei Töchtern und lebte zuletzt mit seiner zweiten Ehefrau in Uetliburg, wo er im November 2020 im Alter von 76 Jahren verstarb. Durch ein nach seinem Tod erschienenes Interview wurde bekannt, dass Largo mit 31 Jahren einen Hirnschlag erlitt, einen zweiten mit 52 und einen dritten im Frühling 2020.

„Der Sinn des Lebens besteht darin, seine Individualität in Übereinstimmung mit der Umwelt zu leben.“

Remo Largo

## Wirken

### Als Kinderarzt
Remo Largos Forschungsarbeiten, unter anderem die von ihm mehrere Jahrzehnte lang geleiteten Zürcher Longitudinalstudien zur kindlichen Entwicklung, fanden international große Beachtung.

### Als Fachbuchautor
1993 veröffentlichte Largo sein erstes Buch, Babyjahre, das sich, ebenso wie 1999 der Folgeband Kinderjahre, zum «Longseller» entwickelte und in viele Sprachen übersetzt wurde. Über eine Million Exemplare wurden verkauft. Largo warnte darin besonders vor dem Förderwahn innerhalb der Familie und der Schule und erinnerte an das afrikanische Sprichwort: «Das Gras wächst nicht schneller, wenn man daran zieht.» Er wollte damit bei Eltern und Erziehern Verständnis für die biologischen Gegebenheiten wecken und für die Vielfalt kindlichen Verhaltens. Vier weitere Bücher folgten. Largo plädierte für die Abschaffung der Schulnoten: «Pädagogisch sind die unbrauchbar.»
Zu Scheidung und Trennung sagte Largo: "... für das Kind muss eine Trennung keine unvermeidliche Katastrophe sein. Im besten Fall wird das Kind in seinem Wohlbefinden überhaupt nicht beeinträchtigt. Es erlebt die Trennung nur dann als negativ, wenn es nicht mehr ausreichend betreut wird, seine Grundbedürfnisse nicht mehr wie bisher befriedigt werden, oder das Kind unter den negativen Gefühlen zwischen den Eltern leidet. Streit und Aggression zwischen den Eltern erlebt das Kind als Ablehnung und Verunsicherung."

## Auszeichnungen
- 1987: Guido Fanconi Preis der Schweizerischen Gesellschaft für Pädiatrie[1]
- 2001: Prix mondial Nessim Habif der Universität Genf[1]
- 2002: Preis des Schweizerischen Berufsverbandes für Angewandte Psychologie (SBAP)
- 2006: Bildungspreis der Pädagogischen Hochschule Zürich[11]
- 2010: Arnold Gesell Preis[1]

## Schriften
- Babyjahre. Die frühkindliche Entwicklung aus biologischer Sicht. Carlsen, Hamburg 1993; überarbeitete Neuausgabe mit Untertitel Entwicklung und Erziehung in den ersten vier Jahren: Piper, München 2017, ISBN 978-3-492-30684-3.
- Kinderjahre. Die Individualität des Kindes als erzieherische Herausforderung. Piper, München 1999; überarbeitete Neuausgabe ebd. 2019, ISBN 978-3-492-31698-9.
- mit Monika Czernin: Glückliche Scheidungskinder. Trennungen und wie Kinder damit fertig werden. Piper, München 2003; überarbeitete Neuausgabe ebd. 2015 mit Untertitel Was Kinder nach der Trennung brauchen: ISBN 978-3-492-30498-6.
- mit Martin Beglinger: Schülerjahre. Wie Kinder besser lernen. Piper, München 2009; Taschenbuch ebd. 2010, ISBN 978-3-492-25848-7.
- Lernen geht anders. Bildung und Erziehung vom Kind her denken. Körber-Stiftung, Hamburg 2010; Piper, München 2012, ISBN 978-3-492-27411-1.
- mit Monika Czernin: Jugendjahre. Kinder durch die Pubertät begleiten. Piper, München 2011; Taschenbuch ebd. 2013, ISBN 978-3-492-30192-3.
- Wer bestimmt den Lernerfolg: Kind, Schule, Gesellschaft? Beltz, Weinheim 2013, ISBN 978-3-407-85983-9.
- Das passende Leben. Was unsere Individualität ausmacht und wie wir sie leben können. S. Fischer, Frankfurt am Main 2017; Taschenbuch ebd. 2019, ISBN 978-3-596-52240-8.
- Zusammen leben. Das Fit-Prinzip für Gemeinschaft, Gesellschaft und Natur. S. Fischer, Frankfurt am Main 2020, ISBN 978-3-10-397025-8.

## Dokumentarfilm und Audio
- Monika Czernin: Remo Largos unstillbarer Wissensdurst. In: «DOK», Schweizer Radio und Fernsehen, 18. November 2015.
- Anita Richner: Remo Largo: «Das Burn-out ist jetzt bei den Kindern angekommen». In:  Radio SRF 3 Focus, 3. Februar 2020.